# Thuja cristata
Thuja cristata là một loài thực vật hạt trần trong họ Cupressaceae. Loài này được Carrière mô tả khoa học đầu tiên..